# 1XUnattimo
1XUnattimo è un singolo della cantante italiana Nina Zilli, pubblicato il 16 marzo 2018 e terzo estratto dal quarto album in studio Modern Art.
Il brano, nato dalla collaborazione fra la cantante stessa, Uche e Obi Ebele, è prodotto da Michele Canova Iorfida.

## Video musicale
Il videoclip, diretto da Gaetano Morbioli, è stato pubblicato in concomitanza del lancio del singolo sul canale YouTube della cantante.